# Hôtel de Metz de Rosnay
L'hôtel de Metz de Rosnay (également connu comme hôtel de Forceville ou hôtel Vigier) est un hôtel particulier situé sur la place des Victoires à Paris, en France.

## Localisation
L'hôtel de Metz de Rosnay est situé dans le 2e arrondissement de Paris, au 4bis place des Victoires. Il se trouve sur le côté ouest de la place, entre la rue La Feuillade au sud et l'hôtel de Prévenchères au nord, à l'emplacement de l'ancien hôtel de La Ferté-Senneterre.

## Histoire

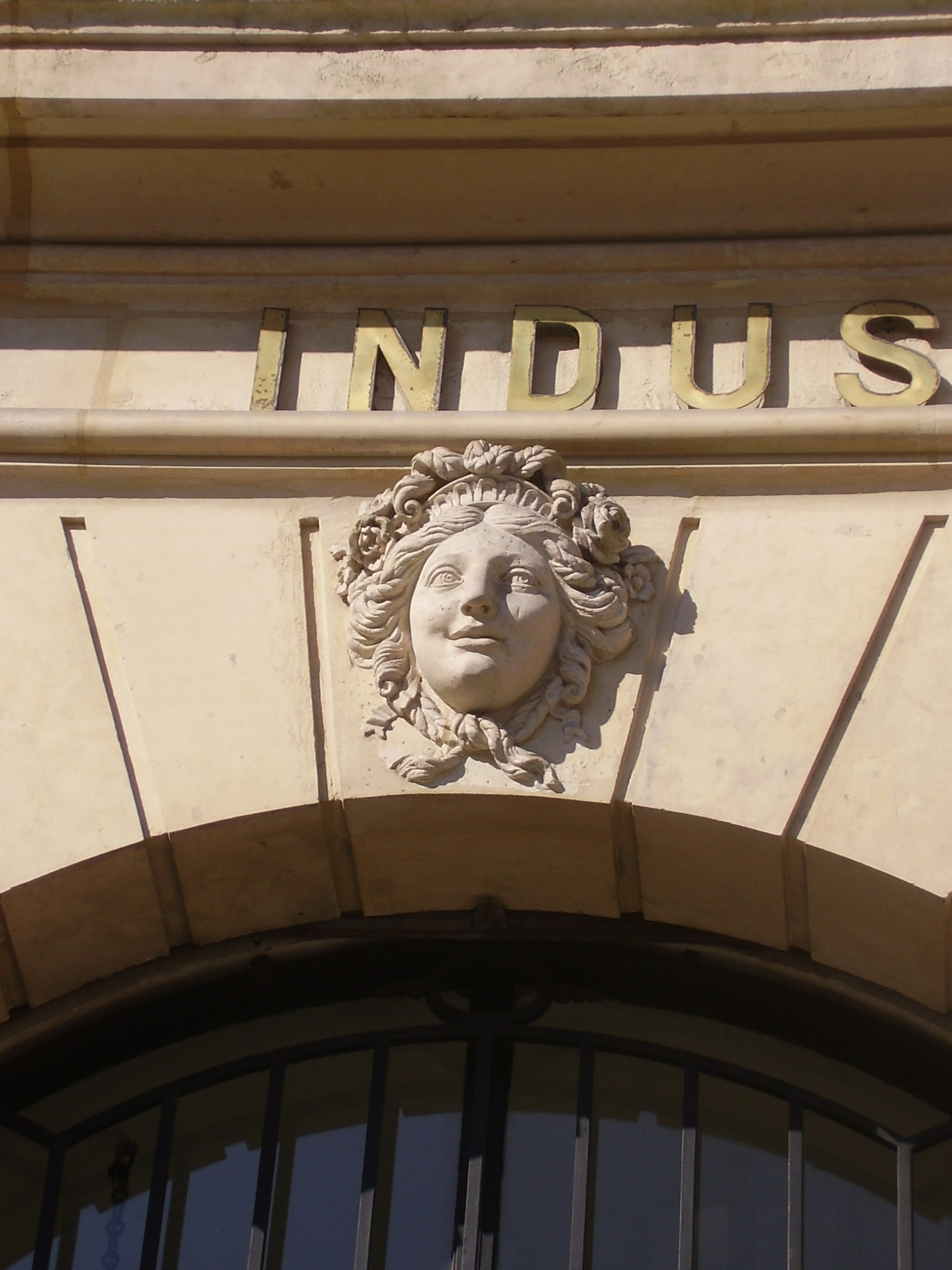
Mascaron surplombant l'arcade sud.

L'édifice est classé au titre des monuments historiques en 1962. L'entresol est occupé par une agence bancaire qui a conservé les boiseries et l'organisation de l'espace du début du XXe siècle grâce à la protection dont le bâtiment est l'objet.